# P. J. Tucker
Anthony Leon „P. J.“ Tucker Jr. (* 5. Mai 1985 in Raleigh, North Carolina) ist ein US-amerikanischer Basketballspieler, der bei den New York Knicks in der National Basketball Association (NBA) unter Vertrag steht. Trotz seiner Körpergröße von 1,96 Metern wird er seit Beginn der Saison 2019/20 gelegentlich auf der Position des Centers eingesetzt.

## Leben und Karriere
Anthony Tucker wurde von seinem gleichnamigen Vater „Pops Junior“ genannt, ein Spitzname, den er in der abgekürzten Form „P. J.“ behielt. Er wuchs die ersten fünf Jahre in Frankfurt am Main auf, wo sein Vater als Soldat stationiert war.
Nach einem Jahr in Kentucky kehrte er mit der Familie nach Raleigh zurück, wo Tucker bis zum Abschluss der High School blieb. Anschließend besuchte er drei Jahre die University of Texas at Austin und spielte für deren Basketballmannschaft, die Texas Longhorns. Mit dieser Mannschaft, der unter anderem LaMarcus Aldridge angehörte, zog Tucker 2006 beim NCAA Basketball Tournament in die Runde der letzten Acht, das Elite Eight, ein.
Anschließend wurde er im NBA-Draft Anfang der zweiten Runde von den Toronto Raptors ausgewählt. In der NBA kam er jedoch insgesamt nur in 17 Spielen zum Einsatz. Stattdessen spielte Tucker gegen Saisonende vermehrt in der NBA-Development League für die Colorado 14ers.
Es folgte ein Wechsel nach Europa zum Verein Hapoel Holon, mit dem er im Endspiel um die israelische Meisterschaft überraschend Maccabi Tel Aviv schlug. Zudem wurde Tucker zum Most Valuable Player (MVP) der Ligat ha’Al gewählt.
Anschließend stand er bis Anfang 2010 in Diensten des ukrainischen Vereins BK Donezk, mit dem er in der EuroChallenge erste Europapokalerfahrungen sammelte. Für einige Monate kehrte Tucker nach Israel zurück und spielte dort für Bnei haScharon, bevor er einen Vertrag beim griechischen Eurocup-Vertreter Aris Thessaloniki unterschrieb. Nachdem er kurzzeitig in Italien für Sutor Basket Montegranaro und in Puerto Rico für die Piratas de Quebradillas aktiv gewesen war, wechselte Tucker zur Saison 2011/12 zu den Brose Baskets nach Bamberg, für die er erstmals in der Euroleague zum Einsatz kam. Er gewann mit Bamberg das Double aus Pokal und deutscher Meisterschaft, zudem wurde er als MVP der Meisterschafts-Finalserie ausgezeichnet.
Zur Saison 2012/13 verließ Tucker die Brose Baskets wieder und wechselte nach Russland. Er erhielt einen Vertrag bei BK Spartak Sankt Petersburg.
Im August 2012 nutzte er eine Ausstiegsklausel und unterschrieb einen Zweijahresvertrag bei den Phoenix Suns, ohne eine Partie für Sankt Petersburg absolviert zu haben.
Tucker spielte bis Februar 2017 bei den Suns, bis diese ihn im Austausch mit Jared Sullinger und ein Zweitrundenauswahlrecht für das NBA-Draftverfahren zu den Toronto Raptors transferierten, bei denen Tucker schon von 2006 bis 2007 unter Vertrag gestanden hatte. Er beendete die Saison 2016/17 in Toronto.
Am 6. Juni 2017 unterschrieb Tucker einen Vierjahresvertrag bei den Houston Rockets. Nach einigen erfolgreichen Jahren mit den Texanern leiteten diese in der Saison 2020/21 einen sportlichen Neuaufbau ein, durch den Tucker entbehrlich wurde. Daher wurde er am 19. März 2021 zusammen mit Rodions Kurucs für D.J. Augustin, D.J. Wilson und einen zukünftigen Erstrundenauswahlrecht für das NBA-Draftverfahren zu den Milwaukee Bucks transferiert. In seiner Zeit bei den Rockets erzielte Tucker durchschnittlich 6,5 Punkte, 5,8 Rebounds sowie 1,2 Assists und war als kleiner Center maßgeblich am sogenannten Small-Ball-Spielstil der Rockets beteiligt.
Am 2. August 2021 unterschrieb Tucker einen Zweijahresvertrag bei den Miami Heat, der ihm ein Gehalt von 15 Millionen US-Dollar zusicherte und ihm eine Option für die zweite Saison gewährte. In der Saisonpause vor der zweiten Saison seines Vertrages lehnte Tucker seine Option ab und wurde damit zu einem Free Agent.
Am 1. Juli 2022 unterschrieb Tucker einen Dreijahresvertrag bei den Philadelphia 76ers. Die Vereinbarung enthielt ein Gehalt von 33,2 Millionen US-Dollar.
In der Sommerpause 2023 wurde er zusammen mit James Harden zu den Los Angeles Clippers transferiert. Bei den Kaliforniern blieb Tucker bis Anfang Februar 2025 und wurde dann im Alter von 39 Jahren im Rahmen eines Spielertauschs an die Utah Jazz abgegeben. Allerdings war er im vorherigen Verlauf der Saison 2024/25 von Los Angeles nicht mehr eingesetzt worden. In Utah blieb er jedoch nicht, sondern kehrte wenige Tage später zu den Toronto Raptors zurück, nachdem die Rechte an Tucker kurz bei den Miami Heat gelegen hatten. Ende Februar 2025 gab Toronto Tucker ab, ohne diesen in einem Spiel eingesetzt zu haben. Im März 2025 wurde er von den New York Knicks mit einem Vertrag ausgestattet.

## Erfolge und Auszeichnungen
- Deutscher Meister mit den Brose Baskets Bamberg: Saison 2011/12
- Deutscher Pokalsieger mit den Brose Baskets Bamberg: 2012
- BBL Finals MVP: 2012
- NBA-Meister: 2021

## Karriere-Statistiken

### NBA

#### Hauptrunde
| Saison  | Team                        | GP  | GS  | MPG  | FG % | 3P % | FT %  | RPG | APG | SPG | BPG | PPG |
| ------- | --------------------------- | --- | --- | ---- | ---- | ---- | ----- | --- | --- | --- | --- | --- |
| 2006–07 | Toronto                     | 17  | 0   | 4.9  | .500 | –    | .571  | 1.4 | 0.2 | 0.1 | 0.0 | 1.8 |
| 2012–13 | Phoenix                     | 79  | 45  | 24.2 | .473 | .314 | .744  | 4.4 | 1.4 | 0.8 | 0.2 | 6.4 |
| 2013–14 | Phoenix                     | 81  | 81  | 30.7 | .431 | .387 | .776  | 6.5 | 1.7 | 1.4 | 0.3 | 9.4 |
| 2014–15 | Phoenix                     | 78  | 63  | 30.6 | .438 | .345 | .727  | 6.4 | 1.6 | 1.4 | 0.3 | 9.1 |
| 2015–16 | Phoenix                     | 82  | 80  | 31.0 | .411 | .330 | .746  | 6.2 | 2.2 | 1.3 | 0.2 | 8.0 |
| 2016–17 | Phoenix / Toronto           | 81  | 21  | 27.6 | .413 | .357 | .774  | 5.8 | 1.2 | 1.4 | 0.2 | 6.7 |
| 2017–18 | Houston                     | 82  | 34  | 27.8 | .390 | .371 | .717  | 5.6 | 0.9 | 1.0 | 0.3 | 6.1 |
| 2018–19 | Houston                     | 82  | 82  | 34.2 | .396 | .377 | .695  | 5.8 | 1.2 | 1.6 | 0.5 | 7.3 |
| 2019–20 | Houston                     | 72  | 72  | 34.3 | .415 | .358 | .813  | 6.6 | 1.6 | 1.1 | 0.5 | 6.9 |
| 2020–21 | Houston / Milwaukee         | 52  | 33  | 26.1 | .373 | .336 | .750  | 3.9 | 1.2 | 0.8 | 0.4 | 3.7 |
| 2021–22 | Miami                       | 71  | 70  | 27.9 | .484 | .415 | .738  | 5.5 | 2.1 | 0.8 | 0.2 | 7.6 |
| 2022–23 | Philadelphia                | 75  | 75  | 25.6 | .427 | .393 | .826  | 3.9 | 0.8 | 0.5 | 0.2 | 3.5 |
| 2023–24 | Philadelphia / LA. Clippers | 31  | 10  | 15.7 | .360 | .371 | 1.000 | 2.7 | 0.5 | 0.5 | 0.2 | 1.7 |
| Gesamt  | Gesamt                      | 883 | 666 | 28.2 | .425 | .366 | .750  | 5.4 | 1.4 | 1.1 | 0.3 | 6.6 |

#### Play-offs
| Saison  | Team         | GP  | GS | MPG  | FG % | 3P % | FT % | RPG | APG | SPG | BPG | PPG  |
| ------- | ------------ | --- | -- | ---- | ---- | ---- | ---- | --- | --- | --- | --- | ---- |
| 2016–17 | Toronto      | 10  | 1  | 25.1 | .367 | .321 | .625 | 5.7 | 1.1 | 0.6 | 0.3 | 5.0  |
| 2017–18 | Houston      | 17  | 17 | 33.5 | .481 | .467 | .667 | 6.5 | 1.3 | 0.6 | 0.8 | 8.9  |
| 2018–19 | Houston      | 11  | 11 | 38.7 | .455 | .456 | .826 | 7.5 | 1.7 | 1.7 | 0.7 | 11.4 |
| 2019–20 | Houston      | 12  | 12 | 34.5 | .398 | .373 | –    | 7.2 | 1.5 | 1.1 | 0.3 | 7.9  |
| 2020–21 | Milwaukee    | 23  | 19 | 29.6 | .388 | .322 | .750 | 4.8 | 1.1 | 1.0 | 0.1 | 4.3  |
| 2021–22 | Miami        | 18  | 18 | 28.3 | .495 | .451 | .688 | 5.7 | 1.8 | 0.8 | 0.3 | 7.9  |
| 2022–23 | Philadelphia | 11  | 11 | 26.7 | .373 | .350 | .667 | 4.5 | 1.5 | 1.2 | 0.3 | 4.9  |
| 2023–24 | LA. Clippers | 2   | 1  | 15.5 | .667 | .750 | –    | 1.5 | 0.0 | 0.0 | 0.0 | 5.5  |
| Gesamt  | Gesamt       | 104 | 90 | 30.5 | .436 | .404 | .722 | 5.8 | 1.4 | 0.9 | 0.4 | 7.0  |